# Lucie Pinson
Pour les articles homonymes, voir Pinson (homonymie).
Lucie Pinson est une militante écologiste française en faveur de la justice sociale et environnementale. Elle est la fondatrice et directrice de l'organisation non gouvernementale Reclaim Finance qui promeut une transformation du secteur financier pour le soumettre aux impératifs sociaux et écologique.

## Biographie
Lucie Pinson est née le 4 novembre 1985 à Nantes, puis a grandi aux Sorinières en Loire-Atlantique dans un milieu familial ancré à gauche. Fille de deux parents syndiqués — son père facteur ; sa mère éducatrice de jeunes enfants devenue formatrice puis responsable d’un centre de formation —, elle baigne dès l’enfance dans un environnement ancré à gauche, critique vis-à-vis du patronat. Elle participe dès son plus jeune âge à des manifestations aux côtés de ses parents, et s’engage très tôt pour la défense des droits humains et des droits sociaux.[réf. souhaitée]

### Études
Lucie Pinson étudie les humanités et sciences politiques à l’institut Albert Le Grand, près d’Angers avant de partir étudier deux ans à Rhodes University en Afrique du Sud. Elle y milite notamment pour la défense des droits des populations zimbabwéennes,.

## Carrière

### Travail aux Amis de la Terre et auSunrise Project
En 2013, Lucie Pinson débute au sein aux Amis de la Terre - France, comme chargée de campagne « finance privée »,, avant de s'orienter vers la question des énergies fossiles et notamment le charbon, principale source d'émission de CO2 au monde.
La stratégie de Lucie Pinson est de s'attaquer aux financements de la filière charbon. Elle interpelle les banques et milite pour qu'elles cessent leurs investissements dans les entreprises extrayant du charbon, par exemple, lors des assemblées générales d'actionnaires en pratiquant le name and shame,.
Lucie Pinson élargit peu à peu son combat à tous les soutiens au secteur du charbon puis à d’autres énergies fossiles et commence à travailler en direction des assureurs et investisseurs.
En 2020, plus de 40 banques et assurances arrêtent de soutenir la construction de mines et de centrales à charbon et des investisseurs gérant plus de 7000 milliards de dollars ont désinvesti du secteur du charbon.

### Reclaim Finance

Logo de Reclaim Finance

Lucie Pinson décrit le travail de Reclaim Finance comme un mélange de recherche, d’engagement et de campagne. « Nos armes à nous, c'est plutôt : expertise, production de rapports et name and shame” » 
L'ONG suit les financements des énergies fossiles par les banques :

« On les ennuie en publiant des choses qu’ils ne veulent pas voir sortir, mais il s’avère qu’on est aussi assez utiles pour eux en leur apportant des informations sur des projets trop risqués. Car la triste réalité, c’est que la plupart des banques n’ont pas mis en place les processus nécessaires pour avoir des systèmes d’alerte sur les projets les plus controversés »

## Distinctions
Le 30 novembre 2020, Lucie Pinson reçoit le prix Goldman pour l'environnement pour la région Europe qui lui est décerné pour son action contre les grandes banques et les sociétés d'assurances et d'investissements investissant dans la filière charbon. À la suite de son combat, 16 groupes financiers français s'engagent à sortir totalement du charbon. Par la suite, 43 banques et assureurs internationaux cessent de soutenir la construction de mines et de centrales à charbon,.
Lucie Pinson est la quatrième personnalité française à être lauréate du prix depuis sa création en 1990, après Claire Nouvian en 2018, Bruno Van Peteghem en 2001 et Christine Jean en 1992.
En janvier 2023, Lucie est listée par Reuters parmi les 25 femmes à l’avant-garde de la lutte contre le dérèglement climatique.
En novembre 2023, Time Magazine la liste parmi les 100 personnes les plus influentes sur les enjeux climatiques, dans la catégorie « Leaders », aux côtés de John Kerry, Bill Gates et Fatih Birol.

## Contributions et articles
Lucie Pinson collabore ponctuellement à l'hebdomadaire français Politis.
De septembre 2017 à novembre 2019, elle tient un blog nommé « le blog d'une amie de la Terre » hébergé par le magazine Alternatives économiques.